# 两冲程循环

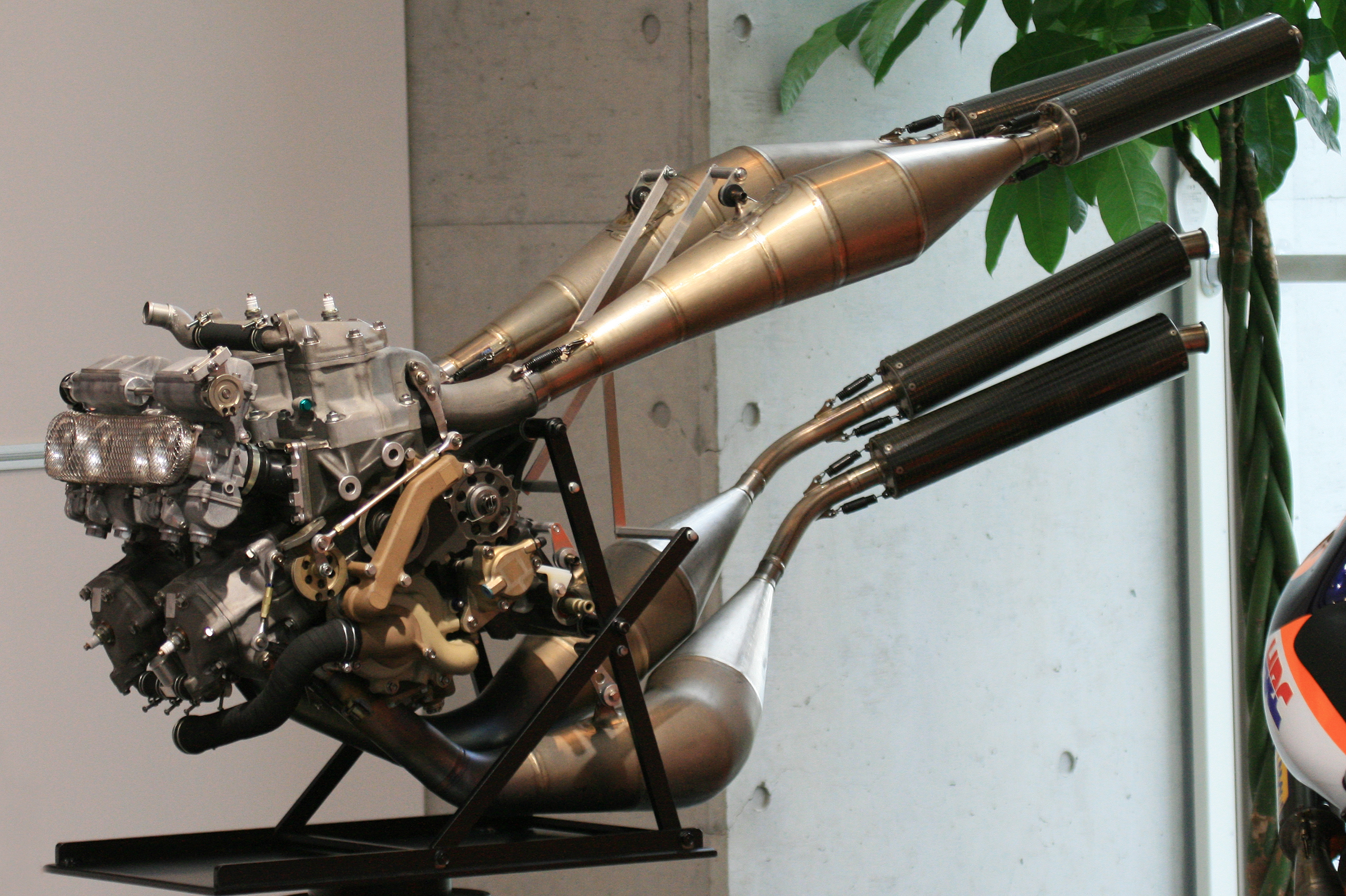
本田NSR500型二冲程发动机

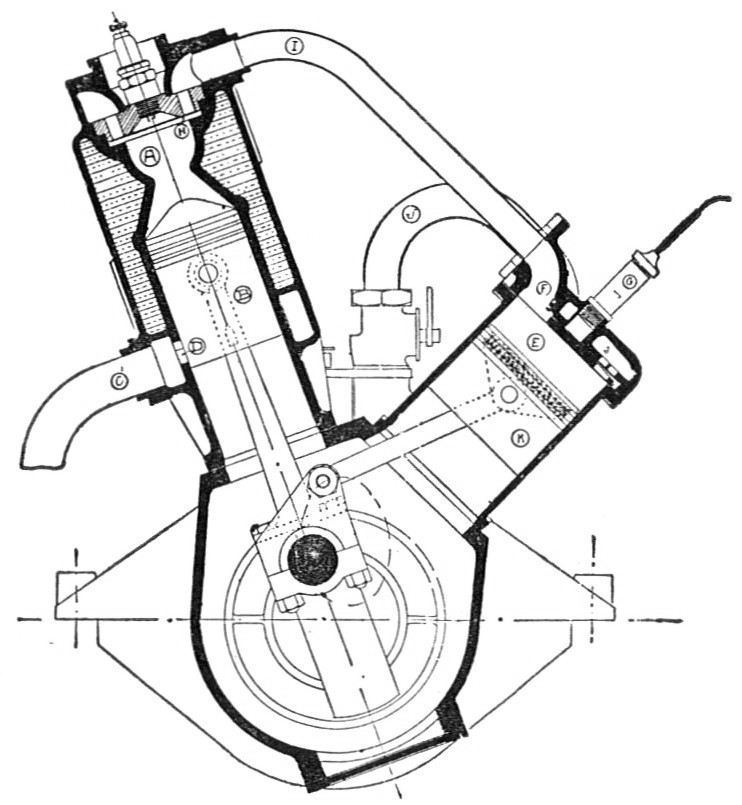
杜格尔德·柯拉克发明的二冲程引擎

二行程循環（英語：Two-stroke engine）是内燃机基本運轉形式中的一種。对往复活塞式发动机来说，两冲程循环以“上行”和“下行”两个冲程完成一个工作循环中的进气、压缩、做功、排气四个運动。冲程指的是發動機的活塞從一個極限位置到另一個極限位置的距离或运动过程。

## 历史
二冲程发动机被认为是苏格兰工程师杜格尔德·柯拉克于1878年发明的，并于1881年申请了专利。1908年，约克郡阿爾弗雷德·斯科特开始生产双缸水冷摩托车。1932年，阿道夫·施虐勒（Adolf Schnürle）发明了新的废气扫除技术，二冲程发动机到了成熟阶段。1950年代曾有不少廠家推出使用這類設計的四輪小型汽車，但在四衝程的車型推出後漸被淘汰。雖然1970年代有人試圖改良，如日本鈴木公司曾生产二冲程发动机的汽车。缸內直噴技術可以讓二行程引擎燃燒完全、污染低，只要能解決耐用度問題，將成為二行程機車再發展的機會。采用直接燃油喷射和基于油底壳润滑系统的二冲程循环因为可以达到更高的热效率，而被用在船用发动机等大型柴油发动机中。

## 原理

### 结构

二冲程发动机的动画

两冲程发动机在结构上很简单，但是在运转过程中涉及到的力学很复杂。一个典型的简单的两冲程发动机主要由气缸盖、气缸、活塞、活塞环等零件组成。进气孔与出气孔分别在气缸的左右两端。进气口在气缸的下部，排气口位于气缸的上部（作功时活塞全行程的2/3处），换气口稍低于排气口。

### 循环

两冲程循环中曲轴的运动
1. 上止点 Top dead center (TDC)
2. 下止点 Bottom dead center (BDC)
A: 进气
B: 排气
C: 压缩
D: 做功

活塞移动两个行程或曲轴转一圈，二冲程引擎完成一个工作循环。活塞在曲轴的带动下从下死点（BDC）向上运动，把混合气流进曲轴箱内。活塞下行把混合气压到燃烧室，完成第一次压缩。 活塞上行把进气口和排气口都关闭了，并继续压缩汽缸中的混合气，当活塞把气体压缩到最小体积时火花塞点火。
燃烧产生的压力把活塞往下推，当活塞下行到一定的位置时排气口先打开，排出几乎全部的废气，然后打开进气孔，在曲軸箱中壓縮過的新的混合氣（燃料中通常混合着一些機油以便潤滑曲軸）通过进气孔进入气缸，同時將缸內剩餘的廢气排出。随后活塞向上运动，活塞的升起使之在封闭的曲軸箱产生一个相对的真空。化油器与曲柄轴箱之间的连接因为活塞的上升而打开，空气-燃料混合物被吸进曲柄轴箱。与此同时，空气-燃料混合物在气缸内被压缩，然后用将其点燃，靠混合物燃烧所产生的巨大的能量推动活塞向相反的方向运动。

## 特点

### 優點

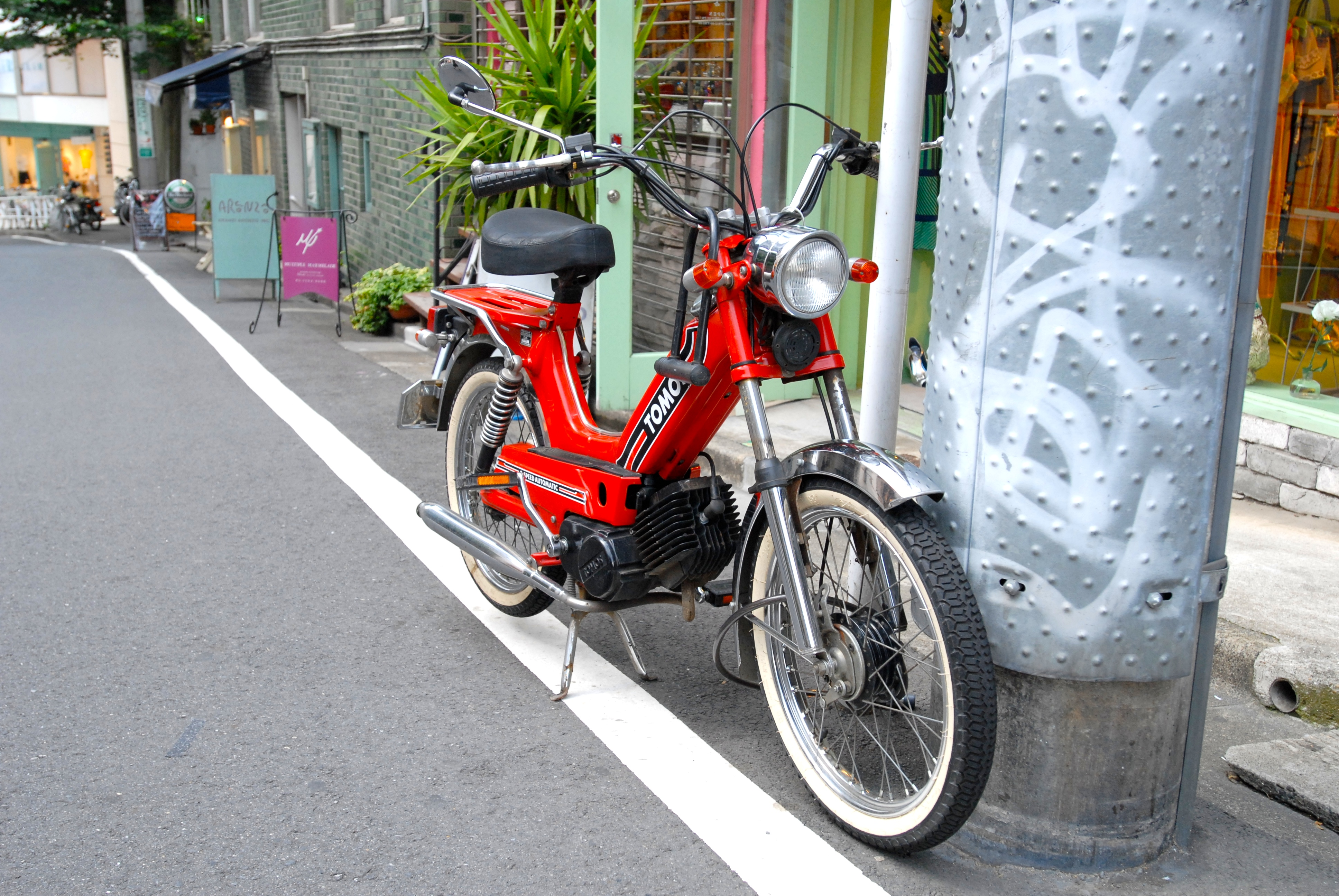
一輛斯洛維尼亞車廠Tomos所製造的两冲程機車。攝於日本東京代官山街頭。

与四冲程发动机相比，二冲程发动机结构简单，运动部件少，所以成本较低。由于曲轴每转一圈都有做功，在相同功率下，二冲程发动机尺寸小，重量轻。低速力矩大，扭矩随曲轴转角变化均匀。
因為不以重力活塞循環，很適合引擎外露和經常作大幅度搖擺的電單車，即使有數百毫升的排氣量仍然是較佳的選擇。

### 缺點
排氣高污染是二衝程循環的最大缺點；因為進氣跟排氣要在同時進行，廢氣中有可能會含有未燃燒的燃料，造成浪費燃油及空氣污染。二冲程汽油机的碳氫化合物排放量可能是四冲程汽油机的好几倍。除此之外，二行程循環的動力系統是倚靠額外添加的噴合油或預混潤滑油（事實上就是已經混合好適當潤滑油後一起銷售的二行程專用燃料）來進行引擎機件的潤滑；由於這類潤滑物質通常都比較難完全燃燒，因此也容易產生較嚴重的廢氣污染。要解決這些缺點的方法是使用缸內直噴技術，可以讓二行程引擎的排氣污染降低到與四行程引擎相近。

## 应用

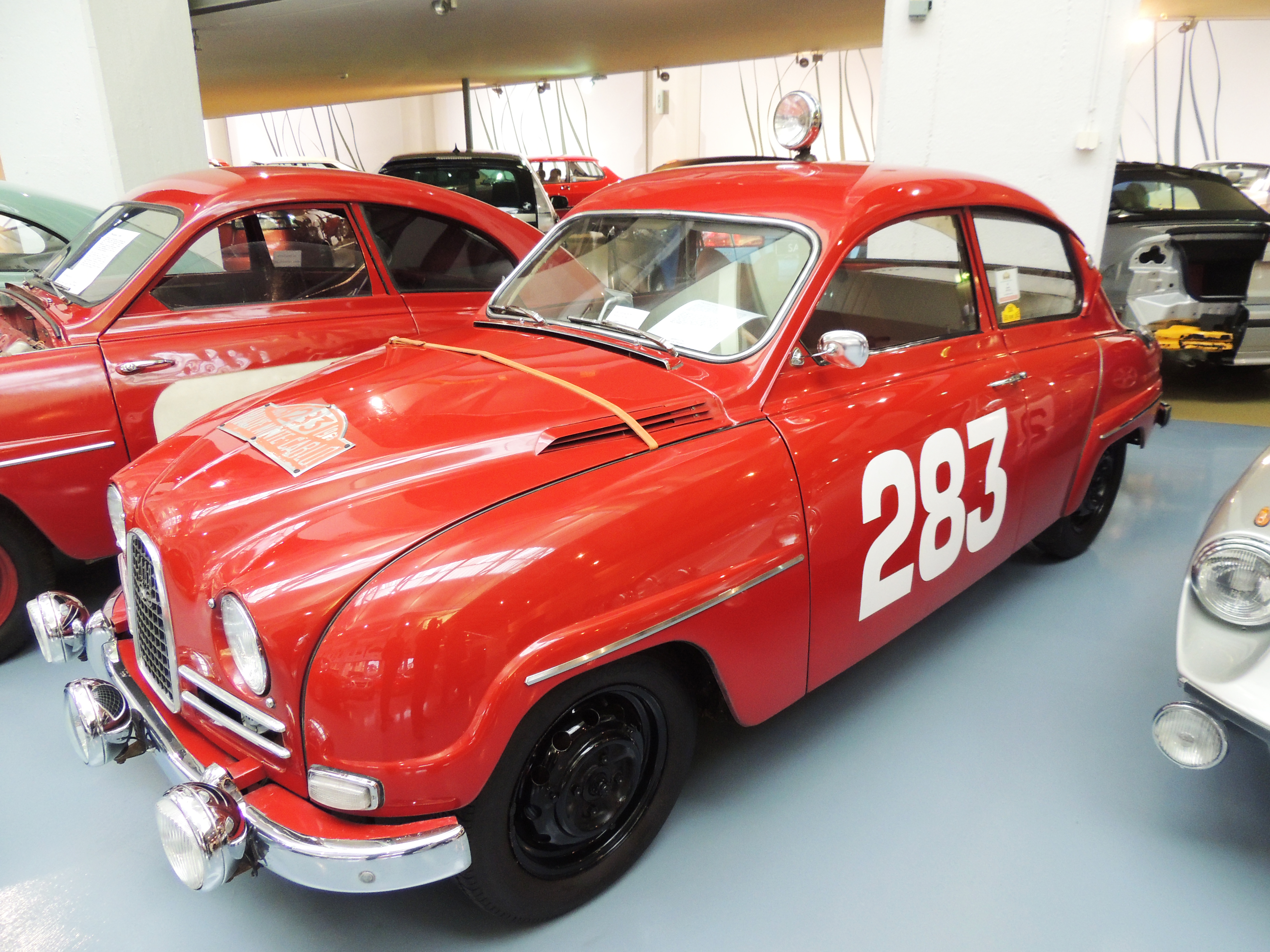
薩博96運動版

由於運作特性之故，两冲程主要运用于偏大与偏小的发动机组（如大型轮船或航模发动机），而中型发动机多为四冲程引擎。一般而言，小型汽油機（100cc以下）通常采用两冲程循环。例如一些外置，高功率，低排氣量的摩托车、卡丁车，以及割草机、電鋸等一些用机器上。至於在手持装置領域的應用上，二行程循環的動力裝置由於不需倚靠重力低落原理運作的機油儲槽（oil reservoir，視需求有盤狀、壺狀等多種設計），因此在操作時不用考慮方向問題，而較適合需求。
雖然對於大部分人的認知來說，二行程循環引擎通常都只是與汽油內燃機聯想在一起，但其實市面上仍然存在很少數的二行程柴油引擎系統。在柴油发动机的領域中，通常只有很大排氣量的動力系統，例如大型海事用发动机或是卡車與重型工程機具動力系統，才會見到二行程設計的版本，這些系統通常有兩個特點，第一就是運轉時的轉速很低，第二是通常都會搭配渦輪增壓器以提升功率表現。